# Neustädter Kirchhof 6 (Quedlinburg)

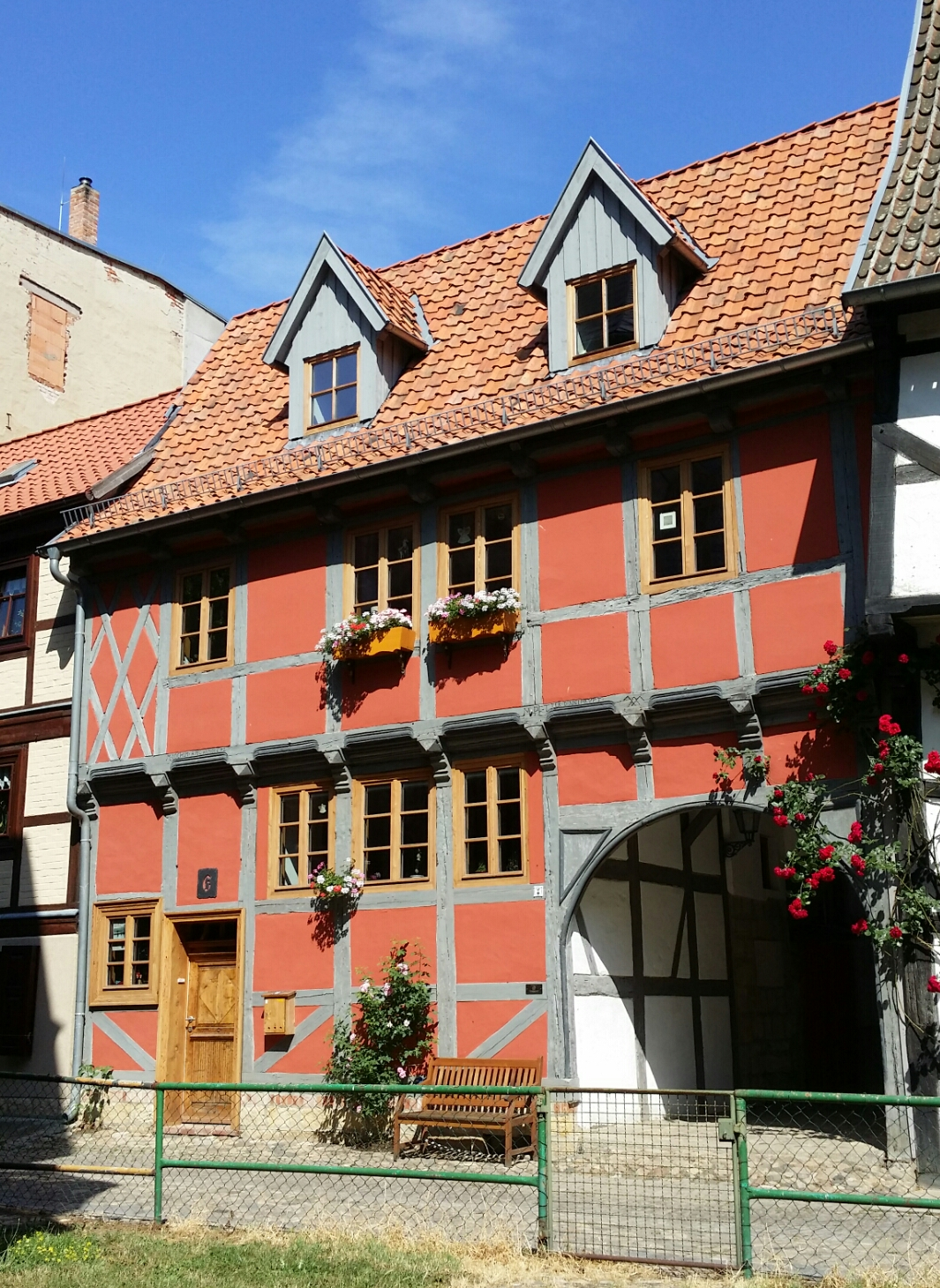
Barockes Fachwerkhaus Baujahr 1672 mit Durchgang zum Konvent

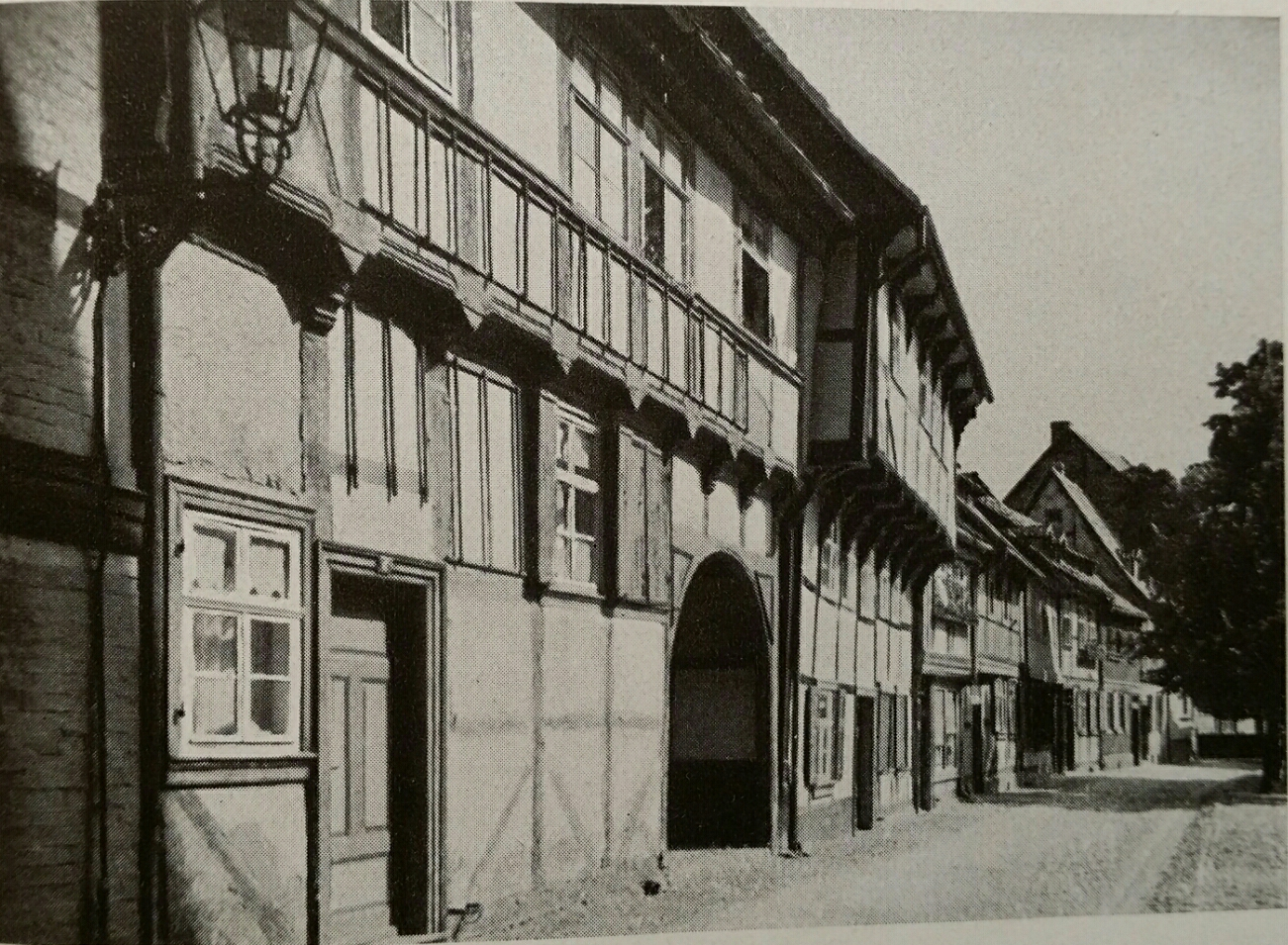
Aus Spitzmann-Weigel, Quedlinburg Heinrichs I.-Stadt, Berlin, 1936, „Kleinbürgerhäuser am Neustädter Kirchhof mit offenen Durchgang“

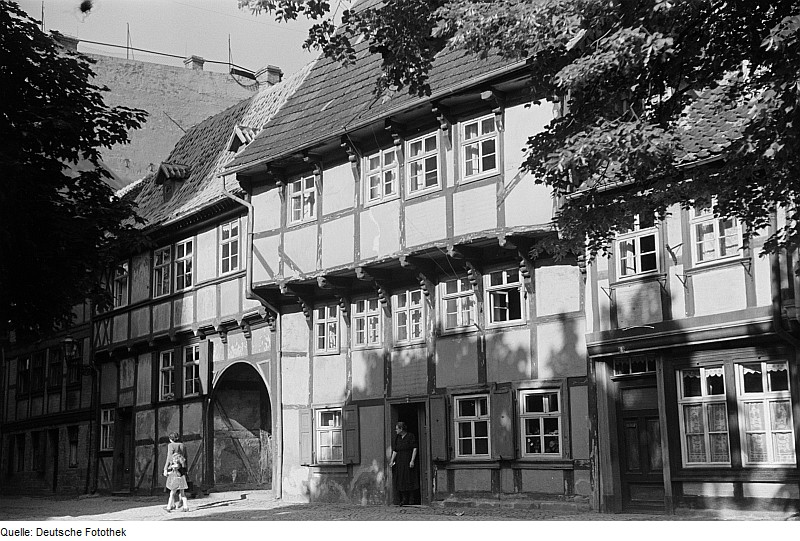
Neustädter Kirchhof 6 im Jahr 1951, links das Haus Neustädter Kirchhof 6

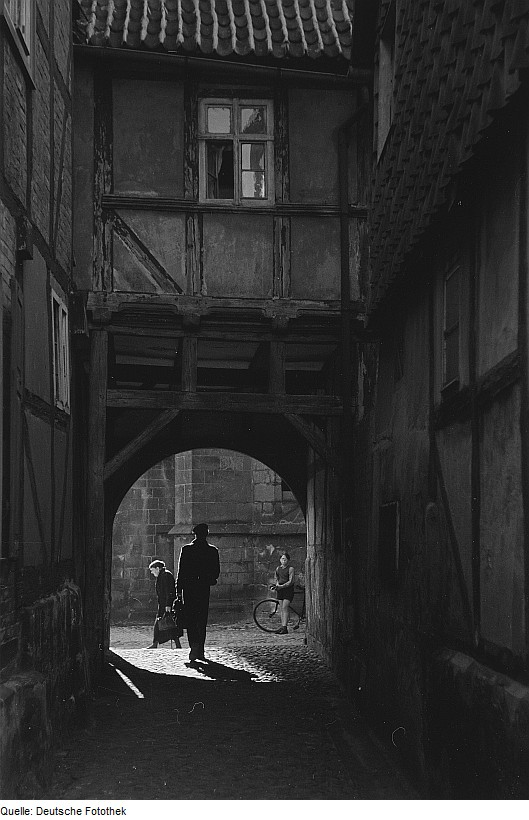
Blick durch den Durchgang vom Konvent aus im Jahr 1951

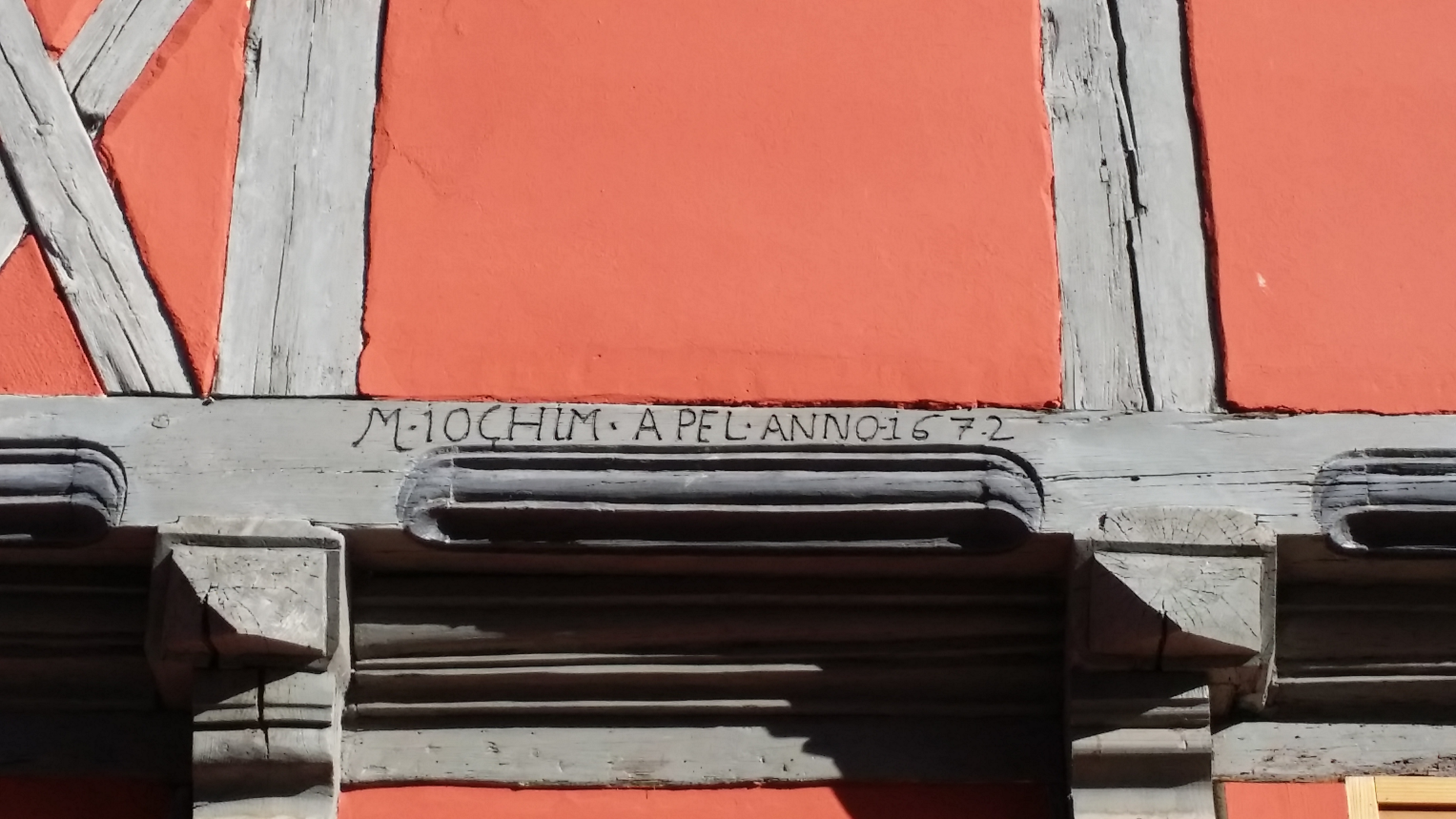
Neustädter Kirchhof 6, Balkeninschrift des Bauherrn mit Baujahr

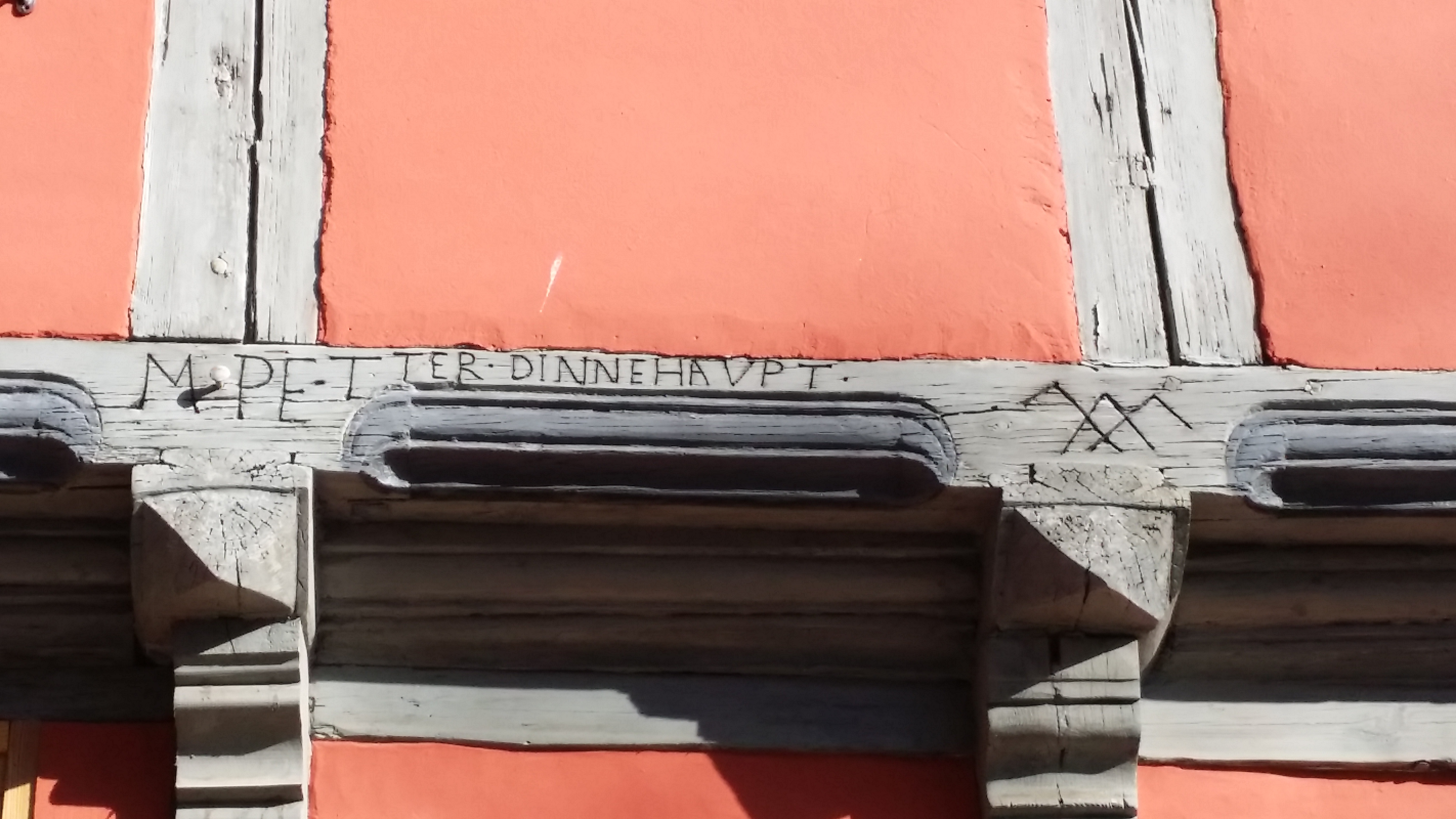
Balkeninschrift des Zimmermeisters mit Handwerker-Wappen

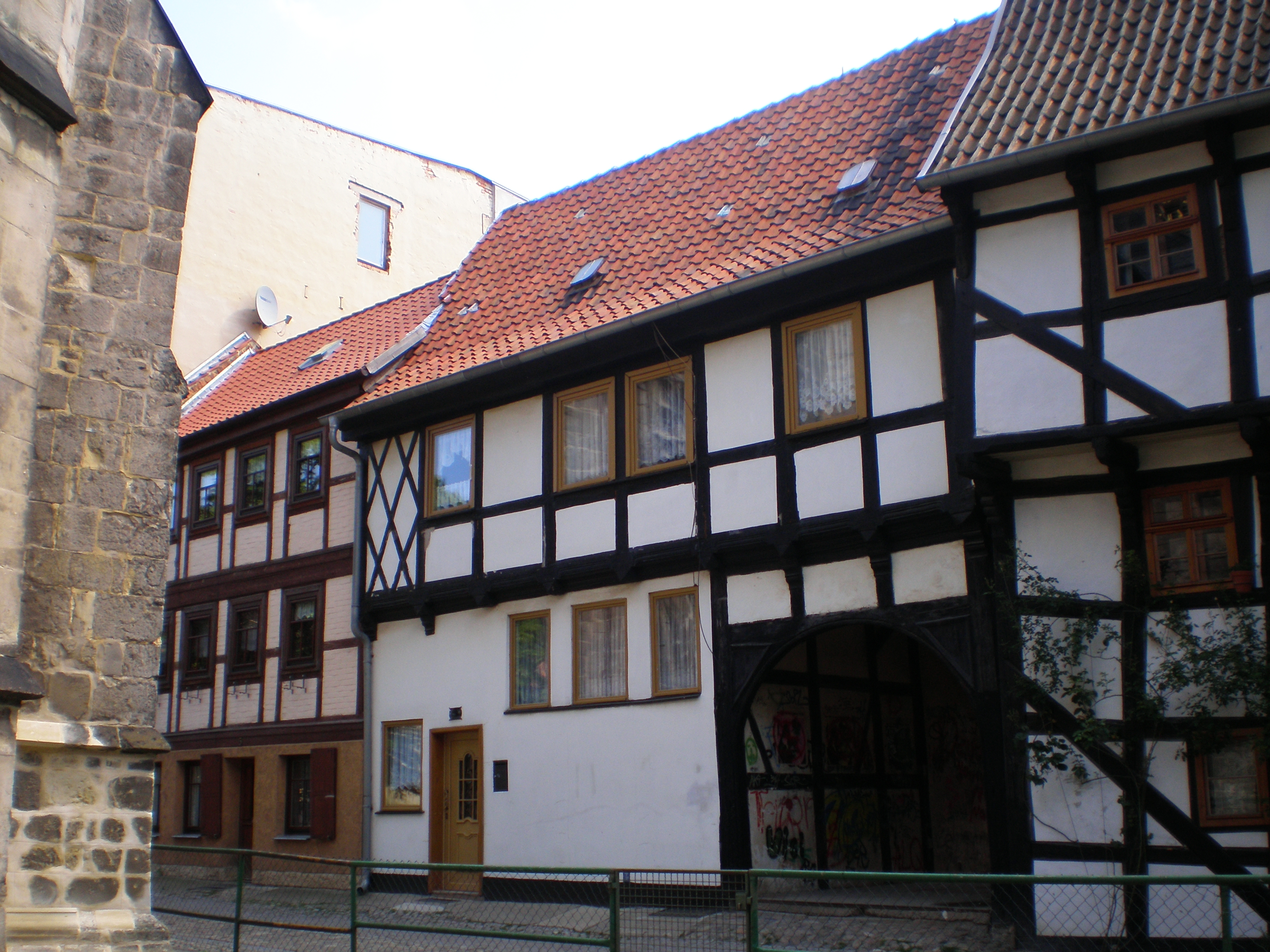
Neustädter Kirchhof 6 im Jahr 2008 noch massives Erdgeschoss

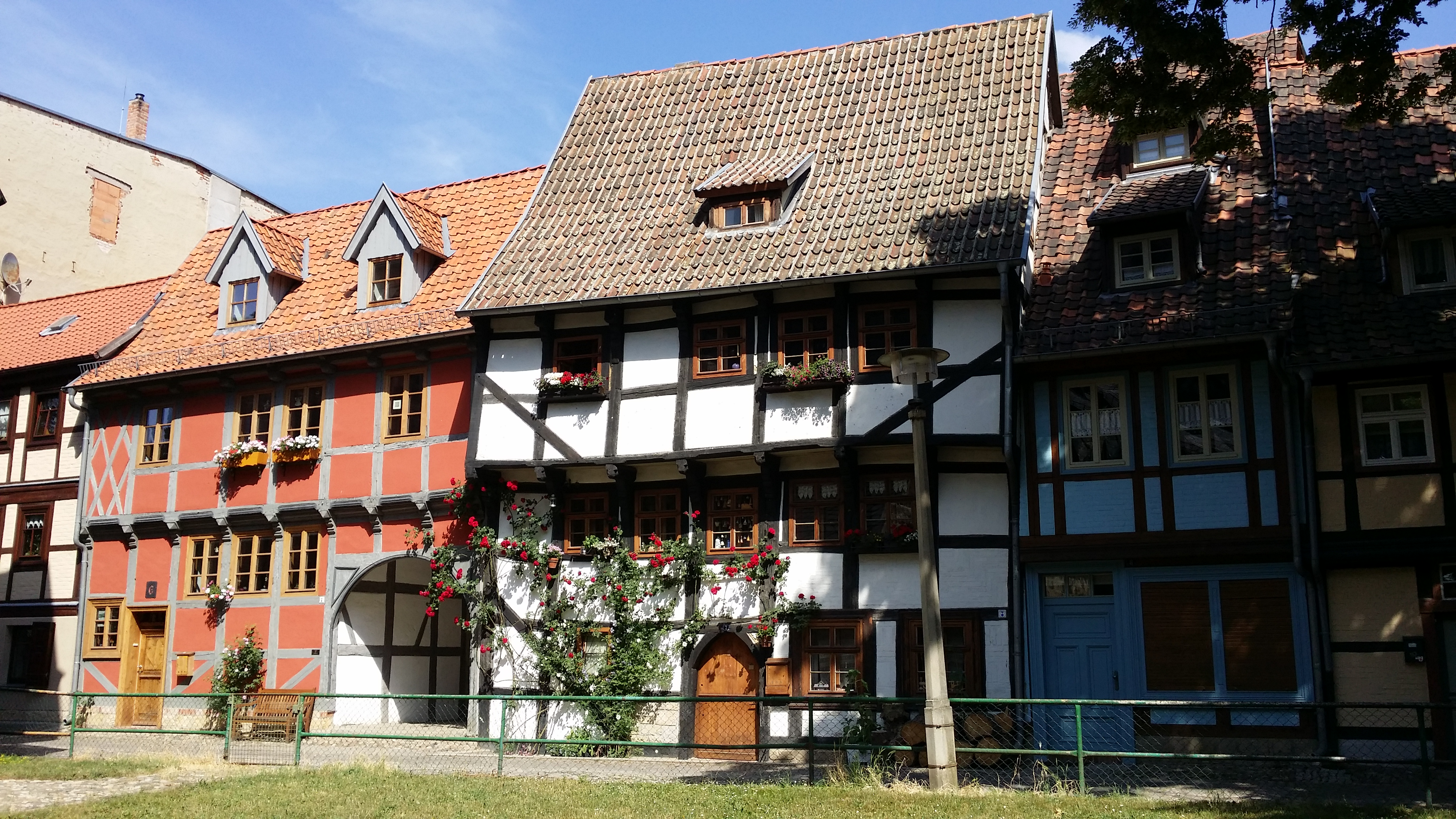
Fachwerkhäuser-Zeile Foto 2018

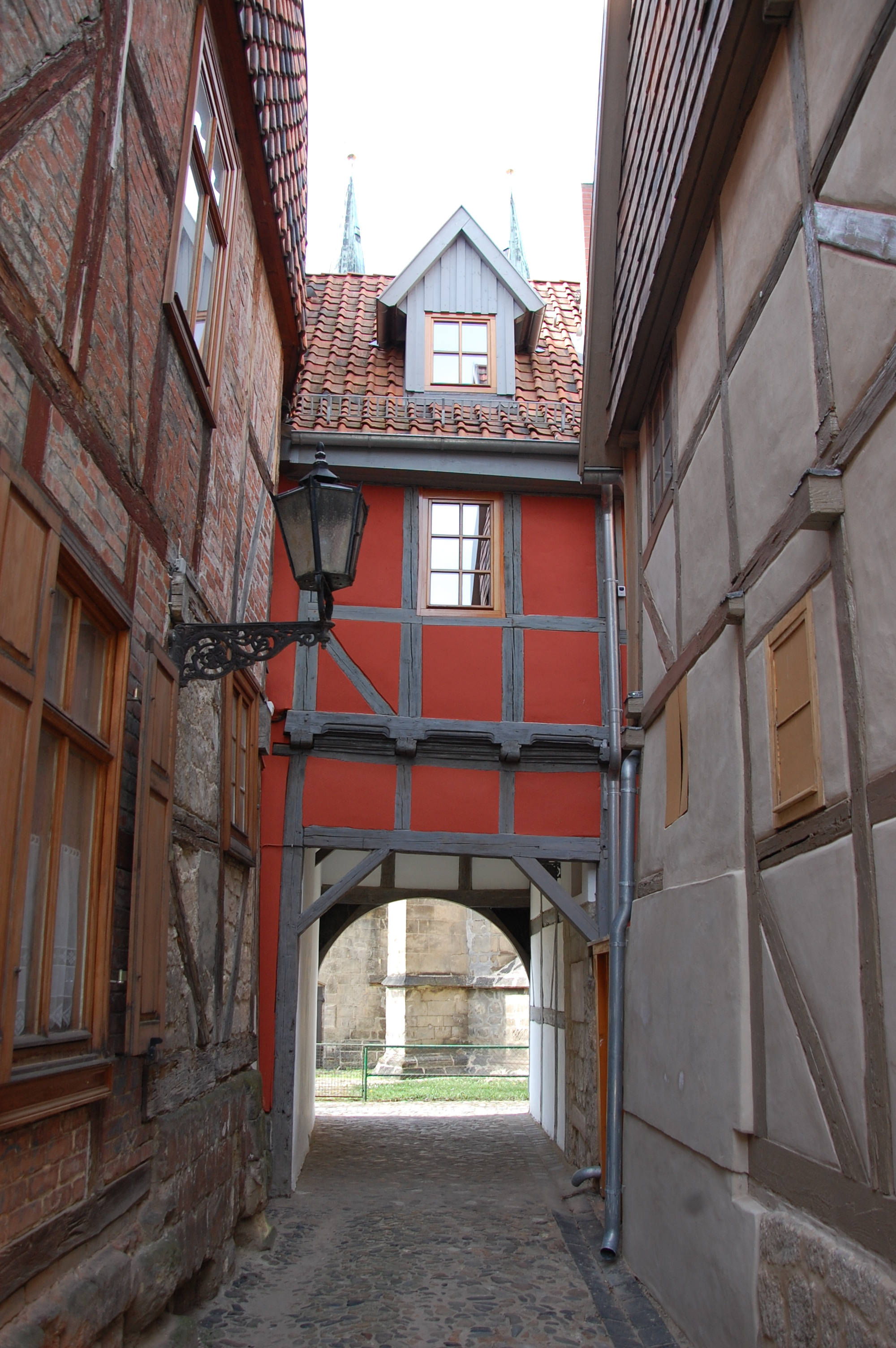
Blick vom Konvent, 2014

Das Haus Neustädter Kirchhof 6 ist ein denkmalgeschütztes Gebäude in der Stadt Quedlinburg in Sachsen-Anhalt.

## Lage
Es befindet sich in der historischen Quedlinburger Neustadt – auch UNESCO-Weltkulturerbe – auf der Ostseite des Neustädter Kirchhofes und ist im Quedlinburger Denkmalverzeichnis als Wohnhaus eingetragen. Durch die Südhälfte des Hauses führt ein Durchgang zur östlich gelegenen Straße Konvent. Unmittelbar westlich vor dem Haus befindet sich die Sankt-Nikolai-Kirche. Südlich grenzt das gleichfalls denkmalgeschützte Haus Neustädter Kirchhof 7 an.

## Architektur und Geschichte
Das zweigeschossige Fachwerkhaus entstand nach der Balkeninschrift im Jahr 1672, Bauherr war M. JOCHIM APEL, wohl vom Beruf Schneidermeister. Als Zimmermeister geht aus der mit einem Wappen versehene Inschrift M. PETTER DINNEHAUPT Peter Dünnehaupt hervor. Das Erdgeschoss des Hauses wurde in späterer Zeit in massiver Bauweise umgestaltet und dann 2010 wieder zurückgebaut. Am Fachwerk des oberen Stockwerks finden sich als Verzierungen stilisierte Schiffskehlen, Pyramidenbalkenköpfe, Knaggen, Rauten und das Andreaskreuzfeld.
Der Familie Apel folgte nach mehreren Wechseln als Eigentümer ab 1716 Christian Ebeling nach, der eine Schusterei betrieben hatte. Nach weiteren Eigentumswechseln lebte dann ab zumindest 1878 der Schuhmachermeister Robert Müller hier. Ab zumindest 1935 gehörte es dem Buchdruckereibesitzer Klöppel.
Im örtlichen Denkmalverzeichnis ist das Wohnhaus unter der Erfassungsnummer 094 46135 als Baudenkmal verzeichnet.